# Superliga Española de Hockey Hielo 1990/1991
Sezóna 1990/1991 byla 17. sezonou Španělské ligy ledního hokeje. Vítězem se stal CH Jaca.

## Konečná tabulka
| Poř | Tým                | Z  | V  | R | P  | Skóre  | +/− | B  |
| --- | ------------------ | -- | -- | - | -- | ------ | --- | -- |
| 1   | CH Jaca            | 12 | 11 | 0 | 1  | 96:45  | +51 | 22 |
| 2   | CHH Txuri-Urdin    | 12 | 9  | 1 | 2  | 90:47  | +53 | 19 |
| 3   | Club Gel Puigcerdà | 12 | 5  | 1 | 6  | 52:50  | +2  | 11 |
| 4   | FC Barcelona       | 12 | 4  | 0 | 8  | 77:79  | −2  | 8  |
| 5   | AD Roller Gasteiz  | 12 | 0  | 0 | 12 | 33:127 | −94 | 0  |